# 森永悠希
森永 悠希（もりなが ゆうき、1996年6月29日 - ）は、日本の俳優。大阪府出身。ソニー・ミュージックアーティスツ所属。

## 略歴
子役出身で、劇団東俳大阪校に所属していたが、2010年5月にソニー・ミュージックアーティスツへと移籍した。映画『しゃべれども しゃべれども』の村林優役で知られ、実力派として高い演技力が評価されている。Perfumeの大ファン。特技はピアノで、連続テレビ小説「ブギウギ」では専属ピアニスト役として劇中でその腕前を披露している。連続テレビ小説への出演は「芋たこなんきん」「ウェルかめ」「べっぴんさん」に次いで4回目。

## 出演

### 映画
- 大きな桜の木の下で（2008年5月24日、吉本興業） - 大介 役
- しゃべれども しゃべれども（2007年5月26日、アスミック・エース） - 村林優 役
- プリンセス・トヨトミ（2011年5月28日、東宝） - 真田大輔 役
- 奇跡のリンゴ（2013年6月8日公開、東宝） - 木村秋則（高校時代）役
- カノジョは嘘を愛しすぎてる（2013年12月14日、東宝） - 山崎蒼太 役
- ライヴ（2014年5月10日、KADOKAWA） - 金澤伸介 役
- リュウグウノツカイ（2014年8月2日、slash） - 竜男 役
- ちはやふる（東宝） - 駒野勉 役[1]
  - 上の句（2016年3月19日）
  - 下の句（2016年4月29日）
  - 結び（2018年3月17日）
- つむぐもの（2016年3月19日、マジックアワー） - 宇野 役
- TOKYO CITY GIRL 2016（2016年12月3日、スタンドイン）
- 天使のいる図書館（2017年2月11日奈良県先行公開・2月18日全国公開、ユナイテッドエンタテインメント）
- グッバイエレジー（2017年3月25日、マジックアワー） - 圭一郎 役
- あさひなぐ（2017年9月22日、東宝） - 宮路夏之 役
- 羊と鋼の森（2018年6月8日、東宝） - 南隆志 役[2]
- 青の帰り道（2018年12月7日、NexTone） - タツオ 役[3]
- 小さな恋のうた（2019年5月24日、東映） - 池原航太郎 役[4]
- ぐらんぶる（2020年8月7日、ワーナー・ブラザース映画） - 野島元 役
- 天外者（2019年制作・2020年12月11日、ギグリーボックス） - 伊藤博文 役[5]
- KAPPEI カッペイ（2022年3月18日、東宝） - テルオ 役[6]
- 森の中のレストラン（2022年11月19日、NeedyGreedy / フルモテルモ） - 三島達也 役[7][8]
- 近江商人、走る!（2022年12月30日、ラビットハウス） - 蔵之介 役[9]
- 市子（2023年12月8日、ハピネットファントム・スタジオ） - 北秀和 役[10]
- MIRRORLIAR FILMS Season5『MIMI』（2024年5月31日）[11]
- ブラック・ショーマン（2025年9月12日公開予定、東宝） - 原口浩平 役[12]

### 教育映画
- 今を生きる - 雅男少年 役
- いのち輝くとき - 水沢昇 役
- あ!危ないきみならどうする? - 浩 役

### テレビドラマ
- 「部長刑事シリーズ・シンマイ。」（2001年、朝日放送） - 青山元 役
- ドラマ30・ドレミソラ（2002年、毎日放送） - タカシ 役
- われ、晩節を汚さず〜新夫婦善哉〜（2003年1月25日、NHK BShi） - 松本重治 役
- パパ トールド★ミー 大切な君へ 第7話（2003年6月21日、NHK教育） - 浦野正太 役
- 連続テレビ小説（NHK）
  - 芋たこなんきん 第116話、第120話・第121話（2007年2月13日、2月17日・19日） - 高橋修 役
  - ウェルかめ（2009年9月28日 - 2010年3月27日） - 浜本航（中学生） 役
  - べっぴんさん（2017年1月 - 4月1日） - 小澤龍一 役[13]
    - べっぴんさん特別編「忘れられない忘れ物〜ヨーソローの一日〜」（2017年5月6日、NHK BSプレミアム） - 小澤龍一

  - ブギウギ（2023年10月2日 - 2024年3月） - 股野義夫 役[14][15]
- 新・京都迷宮案内4 第1話・第2話（2007年1月11日・18日、テレビ朝日） - 林涼太 役
- スロースタート 後編（2007年2月3日、NHK）
- 牛に願いを Love&Farm（2007年7月3日 - 9月11日、関西テレビ） - 津村太郎 役
- 京都地検の女 第4シリーズ 第4話（2007年11月15日、テレビ朝日） - 山田順 役
- 木曜時代劇・鞍馬天狗 第7話・第8話（2008年2月28日・3月6日、NHK） - 杉作 役
- ひるドラ・おちゃべり 第14話（2009年3月19日、TBS） - ゲスト主役・松村高志 役
- BS時代劇「テンペスト」（2011年7月 - 9月、NHK BSプレミアム） - 孫嗣勇（少年時代） 役
- 早海さんと呼ばれる日（2012年1月 - 3月、フジテレビ） - 早海優三 役
  - 早海さんと呼ばれる日スペシャル（2012年6月10・17日）
- ぼくの夏休み（2012年7月2日 - 8月31日、東海テレビ） - 上条勇作 役
- 大河ドラマ（NHK）
  - 平清盛（2012年1月 - 12月） - 平資盛 役
  - 花燃ゆ（2015年1月 - 12月） - 杉敏三郎 役
- カノジョは嘘を愛しすぎてる サイドストーリー〜ボクとカノジョが出会う前の物語〜 第9話（2013年12月26日、フジテレビTWO） - 主演・山崎蒼太 役
- 天誅〜闇の仕置人〜 第2話（2014年1月31日、フジテレビ） - 東条慎司 役
- 赤と黒のゲキジョー「海の斜光」（2014年11月7日、フジテレビ） - 成田隆一 役
- 連続ドラマW「カッコウの卵は誰のもの」（2016年3月27日 - 5月1日、WOWOW） - 和真 役
- お迎えデス。（2016年4月13日 - 6月18日、日本テレビ） - 加藤孝志 役[16]
- 時をかける少女 第2話（2016年7月16日、日本テレビ） - 西岡光 役
- 往復書簡〜十五年後の補習（2016年9月30日、TBS） - 都築健治 役
- 潜入捜査アイドル・刑事ダンス（2016年10月8日 - 12月24日、テレビ東京） - 星輝男 役[17]
- 京都人の密かな愉しみ 月夜の告白（2016年11月5日、NHK BSプレミアム） - 繁野順 役
  - 京都人の密かな愉しみ 桜散る（2017年5月13日）
- 吉祥寺だけが住みたい街ですか? 第6話（2016年11月18日、テレビ東京） - 北井朝彦 役
- 釣りバカ日誌 Season2〜新米社員 浜崎伝助〜 第5話（2017年5月19日、テレビ東京） - 芳川慎平 役
- セトウツミ（2017年10月14日 - 12月24日、テレビ東京） - 田中真二 役
- 月曜名作劇場 赤かぶ検事奮戦記 第7作（2017年11月13日、TBS） - 田代満 役
- オモヒデ座 第1回 戸塚銀座商店街編「JKに裏切られた日」（2018年2月17日、NHK BSプレミアム） - ペポカボチャ 役
- 大阪環状線 Part3 ひと駅ごとのスマイル 第8話（2018年3月7日、関西テレビ） - 青木 役
- 食い逃げキラー（2018年3月21日、WOWOW） - 南二郎 役
- Missデビル 人事の悪魔・椿眞子 第1話（2018年4月14日、日本テレビ系） - 日下部剛 役
- やれたかも委員会 エピソード3「お米編」（2018年5月14日、MBS／2018年5月16日、TBS） - 長谷部良宏 役
- 魔法×戦士 マジマジョピュアーズ! 第10話（2018年6月3日、テレビ東京） - 佐藤直人 役
- 直撃!シンソウ坂上 再現ドラマ「松山ホステス殺害事件」（2018年8月2日、フジテレビ） - 福田和子の長男・智之（仮名） 役[18]
- 星屑リベンジャーズ（2018年7月31日 - 9月25日、名古屋テレビ[注 1]） - 結城史人 役[19]
- コールドケース2 〜真実の扉〜 第2話（2018年10月20日、WOWOW） - 佐伯慎一 役
- トクサツガガガ（2019年1月18日 - 3月1日、NHK） - チャラ彦（川島直太朗） 役[20]
- よつば銀行 原島浩美がモノ申す!〜この女に賭けろ〜 （2019年1月21日 - 3月11日、テレビ東京） - 吉田剣 役
- 執事 西園寺の名推理2（2019年4月19日 - 6月14日、テレビ東京） - 松本松五郎 役[21]
- TWO WEEKS 第1話 - 第4話（2019年7月16日 - 8月6日、関西テレビ・フジテレビ系） - 相良サトル 役
- ボイス 110緊急指令室 第2話 - 第5話（2019年7月20日 - 8月10日、日本テレビ） - 新田康介 役
- 山本周五郎ドラマ さぶ（2020年1月11日、NHK BSプレミアム） - 主演・さぶ 役（杉野遥亮とダブル主演）[22][23]
- 絶対零度〜未然犯罪潜入捜査〜（2020年1月6日 - 3月16日、フジテレビ） - 吉岡拓海 役
- 美食探偵 明智五郎 第7話・第8話（2020年6月14日・21日、日本テレビ） - 田畑陽介 / ルシファー 役
- 無用庵隠居修行4（2020年9月22日、BS朝日） - 安田正太郎 役[24]
- 共演NG（2020年10月26日 - 12月14日、テレビ東京） - 佐々木信也 役[25]
- 六畳間のピアノマン 第1話（2021年2月6日、NHK総合） - 永津 役
- 准教授・高槻彰良の推察 第7話（2021年9月18日、フジテレビ） - 畑中 役[26]
- 神様のカルテ 第4夜（2021年3月8日、テレビ東京） - 新発田大里 役[27]
- スイートリベンジ（2021年3月22日、フジテレビ） - ケンジ 役[28]
- スイートリベンジ（2021年8月30日 - 11月15日、フジテレビ） - ケンジ 役[29]
- おしゃ家ソムリエおしゃ子!2 第2話（2021年10月16日、テレビ東京） - 雨里完 役[30]
- 婚姻届に判を捺しただけですが（2021年10月19日 - 12月21日、TBS） - 井上陸 役[31][32]
- ミステリと言う勿れ 第1話 - 第3話（2022年1月10日 - 24日、フジテレビ） - 淡路一平 役[33]
- 逃亡医F 第4話（2022年2月5日、日本テレビ） - 佐野昌明 役[34]
- 日テレ系音楽の祭典 Premium Music 2022 ゆず25周年記念ドラマ（2022年3月30日、日本テレビ） - 岩沢厚治 役[35]
- 復讐の未亡人（2022年7月8日・15日、8月19日、テレビ東京） - 古武一也 役[注 2][36]
- シャイロックの子供たち（2022年10月9日 - 11月6日、WOWOW） - 小山徹 役[37]
- 真相は耳の中（2022年10月22日 - 12月24日、テレビ東京） - 金持吾郎 役[38]
- 凋落ゲーム（2023年2月8日 - 3月1日、フジテレビ）- 寺田悟 役[39]
- ペルソナの密告 3つの顔をもつ容疑者（2023年3月24日、テレビ東京） - 落合圭人 役[40]
- 王様に捧ぐ薬指（2023年4月18日 - 6月20日、TBS） - 秋田幸司 役[41]
- ドロップ（2023年6月2日 - 8月4日、WOWOW） - 安城豊（ルパン） 役[42][43]
- 癒やしのお隣さんには秘密がある（2023年7月8日 - 9月30日、日本テレビ） - 上村浩平 役[44]
- ハコビヤ 第7話（2024年2月24日、テレビ東京） - 世良琢磨 役[45]
- 約束 〜16年目の真実〜（2024年4月11日 - 6月13日、読売テレビ・日本テレビ） - 天草勇樹 役[46]
- むこう岸（2024年5月6日、NHK総合）[47]
- 柚木さんちの四兄弟。（2024年5月28日 - 7月18日、NHK総合） - 矢代幡駿 役[48]
- 昔はおれと同い年だった田中さんとの友情（2024年8月15日、NHK総合） - 瀬下誠 役[49]
- デスゲームで待ってる（2024年10月25日 - 12月27日、関西テレビ） - 松尾悠斗 役[50]
- TRUE COLORS（2025年1月5日 - 3月2日、NHK BSプレミアム4K・NHK BS4K） - 藤島一平 役[51]
- 未恋〜かくれぼっちたち〜（2025年1月10日 - 3月14日、関西テレビ・フジテレビ） - 沖一平 役[52]
- 問題物件 第4話（2025年2月5日、フジテレビ） - 日向興一 役[53]
- ちはやふる-めぐり-（2025年7月9日 - 、日本テレビ） - 駒野勉 役[54]

### 配信ドラマ
- フェイクドキュメントドラマ プロデューサーKシリーズ（共同テレビジョン制作） - AD星見聖司 役
  - プロデューサーK（2016年9月28日配信開始）
  - プロデューサーK II（2017年7月24日配信開始）
  - プロデューサーK III（2018年4月27日配信開始）
- 星屑リベンジャーズ（2018年7月23日 - 9月24日、AbemaTV[注 1]） - 結城史人 役
- MAGI 天正遣欧少年使節（2019年1月17日配信開始、Amazonプライム・ビデオ） - 中浦ジュリアン 役
- 殺したいほど疲れてる!〜「共演NG」のホントにNGな舞台裏〜（2020年10月26日 - 12月14日、Paravi） - 佐々木信也 役
- 今際の国のアリス（2020年12月、Netflix） - 勢川張太 役[55]
  - 今際の国のアリス シーズン2（2022年12月、Netflix）[56]
- トークサバイバー！（2022年3月、Netflix） -  桜井 役

### ウェブテレビ
- アベマ大縁日〜人気番組勢ぞろい！神宮花火大会生中継で豪華プレゼント大放出SP〜（2018年8月11日、AbemaTV） - 星屑リベンジャーズ代表[57]

### 舞台
- 風雪ながれ旅（北島三郎特別公演、梅田コマ劇場） - 順吉 役
- 遠山の金さん（杉良太郎公演、新歌舞伎座） - 太郎吉 役
- 音楽劇「浅草キッド」（2023年10月8日 - 22日、明治座 / 10月30日 - 11月5日、新歌舞伎座 / 11月25 - 26日、愛知県芸術劇場） - 井上 役
- ある日、ある時、ない男。（2025年8月25日 - 9月16日〈予定〉、東京グローブ座 / 9月21日 - 28日〈予定〉、梅田芸術劇場シアター・ドラマシティ / 10月4日 - 7日〈予定〉、J:COM北九州芸術劇場 大ホール） - 土居直樹 役[58]

### ラジオ
- 青春アドベンチャー・G戦場ヘヴンズドア（2005年3月、NHK大阪） - 迷い子 役
- FMシアター・いぬ（NHK大阪） - 迷子の少年 役

### CM
- 小僧寿し〜七五三フェア〜
- ひらかたパーク
- JA共済
- 小林製薬ファンデリッチ
- NTTドコモ四国
- NTTマーケティングアクト
- 両備システムズ
- アイネス ヴィラノッツェ大阪
- 小林製薬カゼピタンぬる
- マクドナルドハッピーセット
- クロスタワー大阪ベイ
- NTT西日本
- 丸美屋
- 進研ゼミ高校講座
- ファンタ レモン+C
- コミュファ
- ロッテ キシリトールガム・キシリトールオーラテクトガム[59]

### 広告
- 西松屋
- 京阪百貨店
- 髙島屋

### その他
- 阪神vsロッテ戦試合の始球式（2007年5月28日）
- あったか人情コメディ 湯けむりパラダイス! 第8回（2008年5月25日、朝日放送）
- ショートムービー「Good Luck」（2012年1月18日） - 坂井 役 ※BUMP OF CHICKENのシングル「グッドラック」 初回特典DVD収録

## ディスコグラフィ

### 参加作品
| 発売日        | 商品名         | 歌                   | 楽曲                                                                      | 備考                                     |
| ------------- | -------------- | -------------------- | ------------------------------------------------------------------------- | ---------------------------------------- |
| 2013年12月4日 | 明日も         | MUSH&Co.             | 「明日も」                                                                | 映画『カノジョは嘘を愛しすぎてる』劇中歌 |
| 2019年5月22日 | 小さな恋のうた | 小さな恋のうたバンド | 「小さな恋のうた」 「あなたに」 「DON'T WORRY BE HAPPY」 「SAYONARA DOL」 | 映画『小さな恋のうた』劇中歌             |